# میشل فورد
میشل فورد (انگلیسی: Michelle Ford؛ زادهٔ ۱۵ ژوئیهٔ ۱۹۶۲) شناگر اهل استرالیا است.
وی در مسابقات کشوری و بین‌المللی در مجموع برندهٔ ۳ مدال طلا، ۳ مدال نقره، ۳ مدال برنز شده‌است.